# Disney-képregények
A Disney-képregények képregényfüzetek és rövid képsorok Disney-figurák főszereplésével.
Az első Disney-képregény 1930-ban jelent meg Mickey egér főszereplésével napi újságmellékletként. A későbbikekben más figurák, mint Donald kacsa is önálló képsorra tettek szert. Saját képregényfüzetekben a 40-es években kezdtek megjelenni és főként az 50-es, 60-as években voltak népszerűek az Amerikai Egyesült Államokban.
Ma ezek a képregények Európában a legsikeresebbek; az összes zsebkönyv formátumú Disney képregény (így a Magyarországon megjelentek is) itt készül.
Magyarországon 1989-től az Egmont-Pannónia (később Egmont-Hungary) adja ki őket (valamennyi típusú történetet egy magazinban), először Miki Egér, majd Mickey Mouse, végül Donald Kacsa Magazin néven.

## Fontosabb iskolák
A látszat ellenére a képregények többsége sem Amerikában készül; sokkal fontosabb az olasz és a holland iskolák. A mai legjelentősebb művészek:
- Carl Barks
- Luciano Bottaro
- Daniel Branca
- Giovan Battista Carpi
- Giorgio Cavazzano
- Manuel Gonzales
- Floyd Gottfredson
- Jan Gulbransson
- Mau Heymans
- Daan Jippes
- Bob Karp
- Freddy Milton
- Paul Murry
- Don Rosa
- Marco Rota
- Romano Scarpa
- Tony Strobl
- Al Taliaferro
- William van Horn
- Victor Arrigado Rios
- Bill Walsh